# بریکنویل (دلاویر)
بریکنویل (به انگلیسی: Brackenville) یک منطقهٔ مسکونی در ایالات متحده آمریکا است که در دلاور واقع شده‌است. بریکنویل ۹۸٫۱۵ متر بالاتر از سطح دریا واقع شده‌است.